# Mizuki Fujii
Mizuki Fujii –en japonés, 藤井 瑞希, Fujii Mizuki– (Ashikita, 5 de agosto de 1988) es una deportista japonesa que compitió en bádminton, en la modalidad de dobles.
Participó en los Juegos Olímpicos de Londres 2012, obteniendo una medalla de plata en la prueba de dobles (junto con Reika Kakiiwa).

## Palmarés internacional
| Juegos Olímpicos | Juegos Olímpicos      | Juegos Olímpicos | Juegos Olímpicos |
| Año              | Lugar                 | Medalla          | Prueba           |
| ---------------- | --------------------- | ---------------- | ---------------- |
| 2012             | Londres (Reino Unido) | Medalla de plata | Dobles           |